# مايك وليامز
مايك وليامز (بالإنجليزية: Mike Williams)‏ (27 أكتوبر 1986 المملكة المتحدة - ) هو لاعب كرة قدم بريطاني يلعب كمدافع.

## روابط خارجية
- مايك وليامز على موقع قاعدة بيانات كرة القدم.إي يو (الإنجليزية)
- مايك وليامز على موقع Soccerbase.com (لاعب) (الإنجليزية)
- مايك وليامز على موقع Soccerway.com (الإنجليزية)